# Igor Efimov
Igor Efimov (georgisch იგორ ეფიმოვი, russisch Игорь Борисович Ефимов; * 16. September 1960 in Tiflis, Georgische SSR, UdSSR) ist ein georgischer Schachspieler. Zwischen 1996 und 2007 hat er für Italien gespielt, seit 2007 spielt er für Monaco.
Die italienische Einzelmeisterschaft konnte er zweimal gewinnen: 1997/98 in Reggio nell’Emilia und 1998 in Saint-Vincent. Er spielte für Italien bei den Schacholympiaden 1998 und 2000 und für Monaco bei den Schacholympiaden 2008 bis 2018. Außerdem nahm er viermal an den europäischen Mannschaftsmeisterschaften (1997 und 1999 für Italien, 2007 und 2009 für Monaco) teil.
In Frankreich spielt er für den C.E.M.C. Monaco, mit dem er 2002 französischer Mannschaftsmeister wurde.
| Hier fehlt eine Grafik, die leider im Moment aus technischen Gründen nicht angezeigt werden kann. Wir arbeiten daran! |